# Anagyrus terebratus
Anagyrus terebratus är en stekelart som först beskrevs av Howard 1894.  Anagyrus terebratus ingår i släktet Anagyrus och familjen sköldlussteklar. Inga underarter finns listade i Catalogue of Life.